# Matti Vanhanen
Matti Taneli Vanhanen (Jyväskylä, 4 november 1955) was de minister-president van Finland, van 24 juni 2003 tot 22 juni 2010. Hij was tevens de politiek leider van de Finse Centrumpartij. In het tweede halfjaar van 2006 was hij ook voorzitter van de Raad van de Europese Unie.

## Levensloop
Vanhanen werd geboren als zoon van de controversiële professor Tatu Vanhanen, de mede-auteur van het boek IQ and the Wealth of Nations, en Anni Tiihonen. De linkshandige Vanhanen heeft politicologie gestudeerd, en in 1989 slaagde hij als Master in sociale wetenschappen. In zijn jonge jaren was hij voorzitter van de jongerenafdeling van de Centrumpartij, van 1980 tot 1983. Hij was ook een gemeenteraadslid in de Finse stad Espoo, van 1981 tot 1984. Als beroep is Vanhanen journalist, en hij heeft bij de lokale krant Kehäsanomat van 1985-1988, en hoofdredacteur van die krant van 1988 tot 1991.
Vanhanen werd in 1991 gekozen als lid van de Eduskunta, het Finse parlement. Hij was in die tijd gespecialiseerd in ecologische onderwerpen. Zo was hij een fel tegenstander van de bouw van een vijfde kerncentrale in 1992, terwijl hij zitting nam in de raad van bestuur van het Finse elektriciteitsbedrijf Fortum. Hij was lid van de Milieucommissie tussen 1991 en 1995, en hij was vice-fractievoorzitter van de Centrumpartij van 1994 tot 2001, en ook de tweede man van de partij tussen 2000 en 2003.
Wat ook een belangrijk onderwerp was voor Vanhanen, was het buitenlandse beleid. Als specialist van de Europese Unie was hij lid van de Conventie over de Toekomst van Europa, een conventie die van februari 2002 tot juli 2003 de concept-versie van de Europese Grondwet opstelde. Hij bekritiseerde daar de voorzitter van de conventie, Valéry Giscard d'Estaing, als autoritair. Vanhanen heeft gezegd dat hij niet enthousiast is over Europese samenwerking en dat hij een "EU pragmaticus" is. Hierdoor kan hij worden beschouwd als een euroscepticus, vooral als hij wordt vergeleken met zijn voorganger, de pro-EU minister-president Paavo Lipponen. Hij trad in 2003 uit de conventie, omdat hij de nieuwe minister van Defensie werd, in het kabinet van premier Anneli Jäätteenmäki. Toen Jäätteenmäki aftrad, na een motie van wantrouwen, werd Vanhanen gekozen tot de nieuwe minister-president van Finland.

### Minister-president
Vanhanen wordt gezien als iemand van de liberale tak van de oude Finse Agrarische Partij, net als twee andere ministers uit de Uusimaa regio. Zijn regering heeft het hoogste inkomensbelastingtarief verlaagd, van 35,5% tot 33,5% in 2005 en 32,5% in 2006. Ook werd de vennootschapsbelasting verlaagd, van 29% naar 26%, en de vermogenswinstbelasting naar 28%. Vanhanen heeft beloofd nog meer belastingverlagingen door te voeren.

### Presidentskandidaat
Bij de presidentsverkiezingen van 2006 werd Vanhanen gekozen tot de kandidaat van de Centrumpartij. Hij streed tegen president Tarja Halonen van de Sociaaldemocratische Partij en tegen Sauli Niinistö, de kandidaat van de Nationale Coalitiepartij. Hij kreeg echter niet genoeg stemmen in de eerste ronde, waardoor hij niet meer mocht meedoen in de tweede ronde. Zijn tegenstanders Halonen kreeg 46,3% van de stemmen, en Niinistö 24,1%. In de tweede ronde steunde Vanhanen Niinistö, maar Tarja Halonen werd herkozen als president met 51,8% van de stemmen.
Tijdens deze verkiezingsstrijd werd de samenwerking tussen de Centrumpartij en de Sociaaldemocratische Partij op de proef gesteld, vanwege het feit dat de Centrumpartij samenwerkte met de Nationale Coalitiepartij. Het keerpunt kwam in maart toen de Centrumpartij nationale landbouwsubsidies eiste om de Finse boeren te beschermen, toen Finland werd toegelaten tot het Europese landbouwbeleid. Vanhanen vertelde aan zijn fractie dat de belastingbetaler de subsidies voor 90% zouden gaan betalen.

## Persoonlijkheid
Vanhanen heeft een imago van een oncharismatisch en saai persoon, wat voor hem in zijn voordeel werkt in moeilijke politieke toestanden. Hij is iemand die afziet van gebruik van alcohol, want hij "houdt niet van de smaak van alcohol".
Tijdens de Asia-Europe Meeting in Helsinki omschreef de Franse president Jacques Chirac hem als de "meest sexy man van Finland".

## Privé
Vanhanen trouwde in 1985 met Merja Vanhanen. Samen hebben ze twee kinderen, Annastiina (geboren in 1991) en Juhana (geboren in 1994). Op 6 april 2005 maakte ze bekend te zullen gaan scheiden, wat leidde tot politieke terugslagen voor de familieman Vanhanen.
Verschillende tabloids publiceerden tijdens en na zijn huwelijk allerlei verhoudingen van de premier met enkele vrouwen. Zijn voormalige vriendin Susan Kuronen werd vaak in verband gebracht met de minister-president toen zij hem de bons gaf via een sms'je, maar hun relatie viel later uiteen. In februari 2007 publiceerde Kuronen het boek "de Bruid van De Eerste Minister", waarmee de populariteit van de minister-president met het publiek enorm groeide. Tienduizenden Finnen ondertekenden een online petitie tegen het boek en vele boekenwinkels weigerden hem op de plank te zetten.
In een door hem gepubliceerd boek in 2006, genaamd Se on ihan Matti, vergeleek Vanhanen de Finse tabloids met de KGB en de Stasi, de voormalige geheime politiedienst van de Sovjet-Unie en de DDR.
- Gemeinsame Normdatei: 1202579582
- Library of Congress Control Number: nb2018017961
- Parlement.com: vhyhf5e0h5zy
- Virtual International Authority File: 9026149544629200490008
- WorldCat: E39PBJp67GkXWXCqmXJwfKCWjC